# Röhrig
Röhrig település Németországban, azon belül Türingiában. Lakosainak száma 219 fő (2023. december 31.).

## Népesség
A település népességének változása:
| Lakosok száma | 228  | 231  | 225  | 221  | 219  |
|               | 2017 | 2019 | 2021 | 2022 | 2023 |